# Jérôme Deliry
Jérôme Deliry est un romancier français né le 9 décembre 1969. Diplômé de Burgundy School of Business et de l'université de Bourgogne, il crée la société Démosthène en 1995, après deux années passées comme conseiller technique au conseil régional de Bourgogne.  Aujourd'hui il exerce la profession d'avocat d'affaires.
Récompensé pour ses nouvelles[réf. nécessaire], il publie son premier livre après un voyage familial d'une année autour du monde (Sept enfants autour du monde). Il écrit Une Rivière trop tranquille, publié en 2011, roman sur la résistance et la tentative de transfert des vedettes allemandes de la mer du Nord vers la Méditerranée en 1942, alors que les Anglais empêchent tout passage par le détroit de Gibraltar. Ce roman se déroule à Chalon-sur-Saône et s'inspire d'évènements réels et méconnus.
En 2013, il publie L'héritage de Terrefondrée, qui s'inspire du déménagement des toiles du musée du Louvre en 1939, en mettant en scène des personnages historiques comme René Huyghe, le comte Hans von Metternich ou encore Rose Valland.
La Maraude, sortie en janvier 2017, se déroule dans le Clunysois, au sud de la Bourgogne. Il raconte le retour secret d'Adrien dans le village de Saint-Martin-de-Croix, qui préfère se cacher dans la cabane de son frère jumeau, Guste, plutôt que retrouver sa femme dans la ferme en Chauvet. Dans le village, les maraudes des gains tournent vite à la guerre des vergers et la drame n'est pas loin quand des corbeaux cloués apparaissent sur les portes du village. 

## Œuvres
- Sept enfants autour du monde, édition Calmann-Lévy, 2010.
- Une rivière trop tranquille, édition Calmann-Lévy, 2011.
- L'Héritage de Terrefondrée, édition Calmann-Lévy, 2013.
- La Maraude, édition Calmann-Lévy, 2017.